# Aeroporto Internazionale di San Jose-Norman Y. Mineta
L'aeroporto internazionale di San Jose è un aeroporto situato a 4 km a nord ovest dal centro di San Jose, negli 
Stati Uniti d'America.